# ربيعة بن يزيد
ربيعة بن يزيد الإيادي أبو شعيب الإيادي الدمشقي، القصير من أئمة الحديث وهو ثقة، أحد الأعلام في العلم والعمل، وكان من عباد أهل الشام وزهادهم، توفي في سنة ثلاث وعشرين ومائة.

## أخباره
قال أبو مسهر: حدثنا عبد الرحمن بن عامر سمعت ربيعة بن يزيد يقول : ما أذن المؤذن لصلاة الظهر منذ أربعين سنة إلا وأنا في المسجد إلا أن أكون مريضا أو مسافرًا.

## روايته للحديث النبوي
- حدث عن: واثلة بن الأسقع وجبير بن نفير وأبي إدريس الخولاني وجماعة وكان من أبناء ثمانين سنة، وقيل إنه سمع من معاوية بن أبي سفيان.
- حدث عنه: حيوة بن شريح المصري والأوزاعي ومعاوية بن صالح وسعيد بن عبد العزيز وفرج بن فضالة وعدة.[4]

## ثناء العلماء عليه
الجرح والتعديل
- أبو حاتم بن حبان البستي: من خيار أهل الشام.
- أحمد بن شعيب النسائي: ثقة.
- أحمد بن صالح الجيلي: ثقة.
- ابن حجر العسقلاني: ثقة عابد.
- الدارقطني: يعتبر به.
- الذهبي: فقيه أهل دمشق.
- محمد بن سعد كاتب الواقدي: ثقة.
- محمد بن عمار الموصلي: ثقة.
- يعقوب بن سفيان الفسوي: ثقة.
- يعقوب بن شيبة السدوسي: ثقة.

## وفاته
قال مروان بن محمد الطاطري: خرج ربيعة القصير مع كلثوم بن عياض غازيًا، فقتله البربر في سنة ثلاث وعشرين ومائة وقال أبو مسهر الغساني: استشهد ربيعة بأفريقية.